# Avinash Kaushik
Pour les articles homonymes, voir Kaushik.
 (novembre 2014).
Avinash Kaushik est un entrepreneur, conférencier et blogueur Indien basé aux États-Unis. Il est spécialisé dans le domaine du Digital Analytics (en).
Il donne régulièrement des conférences sur l'analyse des statistiques web. En 2009, il a reçu le Harry V Roberts Statistical Advocate of the Year award de la part de l'American Statistical Association et en 2011, il a obtenu le titre de Contributeur le plus influent de l'industrie par la Web Analytics Association.
En 2008, Kaushik a cofondé l'entreprise Market Motive Inc.
« Avinash Kaushik est un auteur de best-sellers, un expert en analyse renommé et un évangéliste du marketing numérique pour Google. ».